# Neoflavano
Il neoflavano è il capostipite di una classe di sostanze chimiche denominati neoflavonoidi.